# テルグ語版ウィキペディア
テルグ語版ウィキペディア（テルグごばんウィキペディア）は、テルグ語によって執筆・編集されているウィキペディアである。

## 歴史
2003年12月に開設された。